# Нашвил СК
Нашвил Сокър Клъб е футболен отбор от гр. Нашвил, щата Тенеси, САЩ, основан през 2017 г. Играе в западната конференция на МЛС от 2020 г.
Клубът е наследник на отбора, носещ същото име, играл в Юнайтед Сокър Лийг. Отборът преминава няколко пъти от източната в западната конференция на МЛС, за да се изравни броя на отборите в двете конференции.